# Фламандци
Фламандци са жителите на Фландрия, северната част на Белгия. Около 60% от белгийските граждани са от фламандски произход.
Официалният им език е нидерландски, но се използват и местни диалекти. Вариантът на нидерландския, говорен в Белгия, се нарича неформално фламандски.
Фламандци живеят и в северната част на Франция. Макар че по-голямата част от тях използват в ежедневието си френския език, все още е силно изразено фламандското самоосъзнаване.